# La Ferrière-de-Flée

La Ferrière-de-Flée este o comună în departamentul Maine-et-Loire, Franța. În 2009 avea o populație de 355 de locuitori.